# Johann Karl Lichtenhahn
Johann Karl (auch Karl Johann) Lichtenhahn (* 26. April 1805 in Basel; † 30. Januar 1860 in Muttenz) war ein Schweizer Jurist und Historiker. Lichtenhahn war der Sohn des Ratsschreibers Carl Christoph Lichtenhahn und von Johanna Lichtenhahn-Holzach. Ausserdem war er der Neffe des Generalstabobersts Ernst Ludwig Lichtenhahn; er entstammte ursprünglich der Familie Liechtenhan.
Nach seiner schulischen Ausbildung begann er an der Universität Basel ein Rechtsstudium, das er 1833 mit dem Doktorat abschloss. Seit 1829 war er bereits als Notar und Kanzlist tätig; ab 1834 übernahm er das Amt des Ratsschreibers von seinem Vater, 1836 wurde er baselstädtischer Staatsschreiber und Mitglied der Historischen Gesellschaft Basel.
1848 trat Lichtenhahn von allen Ämtern zurück und siedelte in den Vorort Muttenz über, wo er ab 1850 sein eigenes Landgut bewirtschaftete und im Gemeinderat politisch aktiv war. Lichtenhahn schrieb diverse historische Publikationen über die Basler Geschichte. Lichtenhahn starb 1860 in Muttenz. Er war zweimal verheiratet, hatte aber keine Kinder; zwei Urenkel seines Bruders (also Urgrossneffen) sind der Schauspieler Fritz Lichtenhahn und der Musikologe Ernst Lichtenhahn.

## Werke (Auswahl)
- Uebersichtliche Darstellung des gegen den Stand Basel beobachteten Verfahrens der Eidgenossenschaft ausgezogen aus den offiziellen Tagsatzungsabschieden und den Rathsprotokollen des Kantons Basel. Schweighauser, Basel 1833.
- Die Secularisation der Klöster und Stifter Basels. In: Beiträge zur vaterländischen Geschichte 1 (1839), S. 94–139. (Digitalisat in E-Periodica).